# Lee Biran
Lee Biran (en hebreo: לי בירן; Kfar Saba, Israel; 16 de diciembre de 1989), también conocido como LeeB o Libi (en hebreo: ליבי), es un actor, cantante y compositor israelí.

## Vida personal e inicios
Lee nació y creció en Kfar Saba. Estudió música en la escuela secundaria "Rollos" en la ciudad. 
Cuando era pequeño, apareció en comerciales de cereal.
En 2007, grabó un CD con 8 canciones en inglés llamado "Playing the Game".
En marzo de 2008 fue a una audición para el programa "Kochav Nolad 6" (Nace una Estrella).
Para participar en el programa se retrasa su servicio militar durante tres meses. Quedó en el segundo lugar en la competencia, siendo el primer lugar de Israel Bar-On.
Inmediatamente después de la final, comenzó trabajando en su álbum debut "Kisim", en agosto de 2009. Más tarde dejó la agencia de iniciativas de producción. El 23 de enero de 2009 tuvo su primera canción - "Ha'Emet Shelcha" compuso y escribió con su amigo, Liran Friedman. El 3 de septiembre, subió al número uno de Israel y se mantuvo durante varias semanas.
El álbum fue lanzado en una edición limitada de las tres primeras semanas de la salida la cadena de tiendas de moda Renoir compró por adelantado 20 mil copias, seguido por el álbum vendió normalmente en todas las tiendas de música.
Después, lo contrataron para protagonizar la segunda temporada del programa "Split" como Adam, el demonio.
Y en 2010 protagonizó "Una Noche de Locura Festigal".
Más tarde fue protagonista de "Ben Llega a Casa".
Participa activamente en el programa "Los Hijos del Primer Ministro" como "Golan Agmon", uno de los hijos.
En febrero de 2011 terminó su servicio militar.
Actualmente anima "Bobito", serie de Nickelodeon.
En 2011 interpretó a Speed Kid, el mejor corredor de carreras de Internet en el Festigal 2011: Game On

## Discografía
- Playing The Game
- Kochav Nolad 6
- Kisim
- Anan (Single)
- Festigal 2010
- Omed Bamakom
- Festigal 2011

- Datos: Q6945260
- Multimedia: Lee Biran / Q6945260